# Powiat Bratysława III
Powiat Bratysława III (słow. okres Bratislava III) – słowacka jednostka administracyjna znajdująca się w kraju bratysławskim, obejmująca bratysławskie dzielnice Nové Mesto, Rača, Vajnory.
Powiat Bratysława III zajmuje obszar 74,67 km². W 2016 roku był zamieszkiwany przez 65 093 obywateli, co dawało średnią gęstość zaludnienia w wysokości 872 osób na km².